# سنت اربلن
شهر سنت اربلن (به فرانسوی: Saint-Herblain) در شهرستان لوآر-آتلانتیک در ناحیه پیی دو للوآر با جمعیت ۴۳٬۹۰۱ نفر در کشور فرانسه واقع شده‌است